# Цезарь Каскабель
«Це́зарь Каскабе́ль» (фр. César Cascabel) — приключенческий роман французского писателя Жюля Верна, входящий в цикл «Необыкновенные путешествия». Написан в 1890 году.

## Публикация
Первая публикация романа — в журнале Этцеля «Magasin d’Éducation et de Récréation» с 1 января по 15 декабря 1890 года. В отдельном издании роман первоначально был выпущен в двух книгах, первая — 17 июля, вторая — 6 ноября 1890 года.
17 ноября 1890 года вышло иллюстрированное издание романа (85 иллюстраций Жоржа Ру, некоторые из них цветные); это был двадцать шестой «сдвоенный» том «Необыкновенных путешествий». Начиная с этого тома во всех иллюстрированных изданиях серии на вкладках печатались хромотипии — многоцветные иллюстрации.

## Содержание
Книга разбита на две части и тридцать одну главу:

Часть первая
- Глава первая. Фонд
- Глава вторая. Семья Каскабель
- Глава третья. Сьерра-Невада
- Глава четвёртая. Важное решение
- Глава пятая. В дорогу
- Глава шестая. Продолжение пути
- Глава седьмая. Через Карибу
- Глава восьмая. В деревне мошенников
- Глава девятая. Не приказано
- Глава десятая. Кайета
- Глава одиннадцатая. Ситка
- Глава двенадцатая. От Ситки до форта Юкон
- Глава тринадцатая. Идея Корнелии Каскабель
- Глава четырнадцатая. От форта Юкон до порта Кларенс
- Глава пятнадцатая. Порт Кларенс
- Глава шестнадцатая. Прощай, Новый Свет!

Часть вторая
- Глава первая. Берингов пролив
- Глава вторая. Между двух течений
- Глава третья. На льдине
- Глава четвёртая. С 16 ноября по 2 декабря
- Глава пятая. Острова Ляхова
- Глава шестая. Зимовка
- Глава седьмая. Выдумка Цезаря Каскабеля
- Глава восьмая. Якутская область
- Глава девятая. До реки Оби
- Глава десятая. От Оби до Урала
- Глава одиннадцатая. Урал
- Глава двенадцатая. Путешествие и кончилось, и нет…
- Глава тринадцатая. Долгий день
- Глава четырнадцатая. Развязка, заслужившая аплодисменты зрителей
- Глава пятнадцатая. Заключение

## Сюжет
Семья цирковых артистов Каскабель путешествует из Северной Америки во Францию через Канаду, Аляску и Российскую империю. В путешествии им будет помогать артистизм и цирковые трюки.
Задумав вернуться во Францию, семья циркачей, возглавляемая главой семейства Цезарем Каскабелем, отправляется в путь из Калифорнии к американскому побережью Атлантического океана, чтобы там сесть на пароход и прибыть в Европу. По пути Каскабеля обкрадывают проводники, и семья, оставшись без денег и лишившись возможности вернуться в Европу пароходом, изменяет свой маршрут, решив отправиться в Европу на своей цирковой повозке «Красотка» через Аляску, пройдя по льду Берингова пролива, затем через всю Сибирь и европейскую часть России — и добраться до Франции самым длинным путём. Однако на границе Британской Колумбии и Аляски Каскабеля и его семью не пропускают русские пограничники. Но благодаря тому, что как раз тогда — в 1867 году — Россия передаёт Аляску США, артисты после передачи полуострова беспрепятственно въезжают на территорию нового американского штата. По пути семья Каскабель спасает от смерти русского. Его пытались убить и ограбить бандиты из шайки Карпова. Этим русским оказывается граф Сергей Васильевич Наркин, политический ссыльный, бежавший из ссылки в Америку. Он вместе с индейской девочкой Кайетой, которая первой пришла на помощь раненому аристократу, присоединяются к путешествию французов. Переходя через Берингов пролив, путешественники оказываются на дрейфующей по Северному Ледовитому океану льдине. Спасаясь на Ляховских островах, герои романа оказываются в плену у аборигенов. Здесь Жюль Верн допускает ошибку: ведь эти острова необитаемы и не имеют местного населения. Французским цирковым артистам удается вырваться из плена; освободились также двое русских моряков — Киршев и Ортик. Впоследствии выясняется, что эти моряки и есть бандиты, напавшие на графа Наркина на Аляске. Путешествие продолжается по всей северной Сибири, по малонаселённой территории, где живут якуты и остяки. Удачно перейдя через Уральские горы, путешественники прибывают в Пермь — на Родину графа. Бандиты планируют путем шантажа выманить у Наркина деньги. Однако выясняется, что российский император Александр II объявил широкую политическую амнистию, под которую попал граф Наркин. Шантаж проваливается. Бандитов Киршева и Ортика, а также примкнувших к ним сообщников по доносу Каскабеля арестовывают казаки. Кайета, ставшая приёмной дочерью Наркина, и сын Каскабеля Жан решают пожениться. Семья благополучно продолжает путешествие и прибывает во Францию.

## Интересные факты
- Первоначальное название романа — «Путешествие вспять».
- В образе русского графа Наркина отразились некоторые черты князя П. А. Кропоткина.
- Исследователи отмечают значительное число ошибок в описании Сибири.